# Кошовень
Кошовень, Кошовені (рум. Coșoveni) — комуна у повіті Долж в Румунії. До складу комуни входить єдине село Кошовень.
Комуна розташована на відстані 173 км на захід від Бухареста, 12 км на південний схід від Крайови.

## Населення
За даними перепису населення 2002 року у комуні проживали 5080 осіб.
Національний склад населення комуни:
| Національність | Кількість осіб | Відсоток |
| -------------- | -------------- | -------- |
| румуни         | 4588           | 90,3%    |
| цигани         | 488            | 9,6%     |
| угорці         | 3              | 0,1%     |
| італійці       | 1              | < 0,1%   |

Рідною мовою назвали:
| Мова       | Кількість осіб | Відсоток |
| ---------- | -------------- | -------- |
| румунська  | 4591           | 90,4%    |
| циганська  | 488            | 9,6%     |
| італійська | 1              | < 0,1%   |

Склад населення комуни за віросповіданням:
| Релігія                                       | Кількість осіб | Відсоток |
| --------------------------------------------- | -------------- | -------- |
| православні                                   | 5053           | 99,5%    |
| баптисти                                      | 12             | 0,2%     |
| адвентисти                                    | 6              | 0,1%     |
| римо-католики                                 | 2              | < 0,1%   |
| греко-католики                                | 2              | < 0,1%   |
| лютерани                                      | 2              | < 0,1%   |
| п'ятдесятники                                 | 1              | < 0,1%   |
| лютерани (Синодально-пресвітеріанська церква) | 1              | < 0,1%   |
| атеїсти                                       | 1              | < 0,1%   |

## Зовнішні посилання
- Дані про комуну Кошовень на сайті Ghidul Primăriilor